# Neverending Love
Neverending Love è il primo singolo del duo pop Roxette che anticipa l'8 luglio 1986 in Svezia l'uscita del primo album Pearls of Passion. Edito in 45 e 78 giri con il demo di Voices, riesce ad entrare subito nella Sommartoppen: classifica dei singoli più venduti in Svezia.

## Tracce

### 7" / 45 Giri in Italia / Francia / Germania / Svezia
1. Lato A:Neverending Love - 3:29
2. Lato B:Neverending Love [Love-Mix] - 3:59

### 12"/ 78 Giri in Svezia
1. Lato A:Neverending Love [Euro-Mix] - 4:31
2. Lato B:Voices [Montezuma Version] - 4:05